# Ischyrocerus enigmaticus
Ischyrocerus enigmaticus är en kräftdjursart som beskrevs av Gurjanova 1934. Ischyrocerus enigmaticus ingår i släktet Ischyrocerus och familjen Ischyroceridae. Inga underarter finns listade i Catalogue of Life.